# Aralkum
Az Aralkum a közelmúltban, emberi tevékenység miatt keletkezett sós sivatag, ami az Aral-tó egykori területét foglalja el, azoktól keletre és déli irányban fekszik, Üzbegisztán és Kazahsztán területén.

## Története

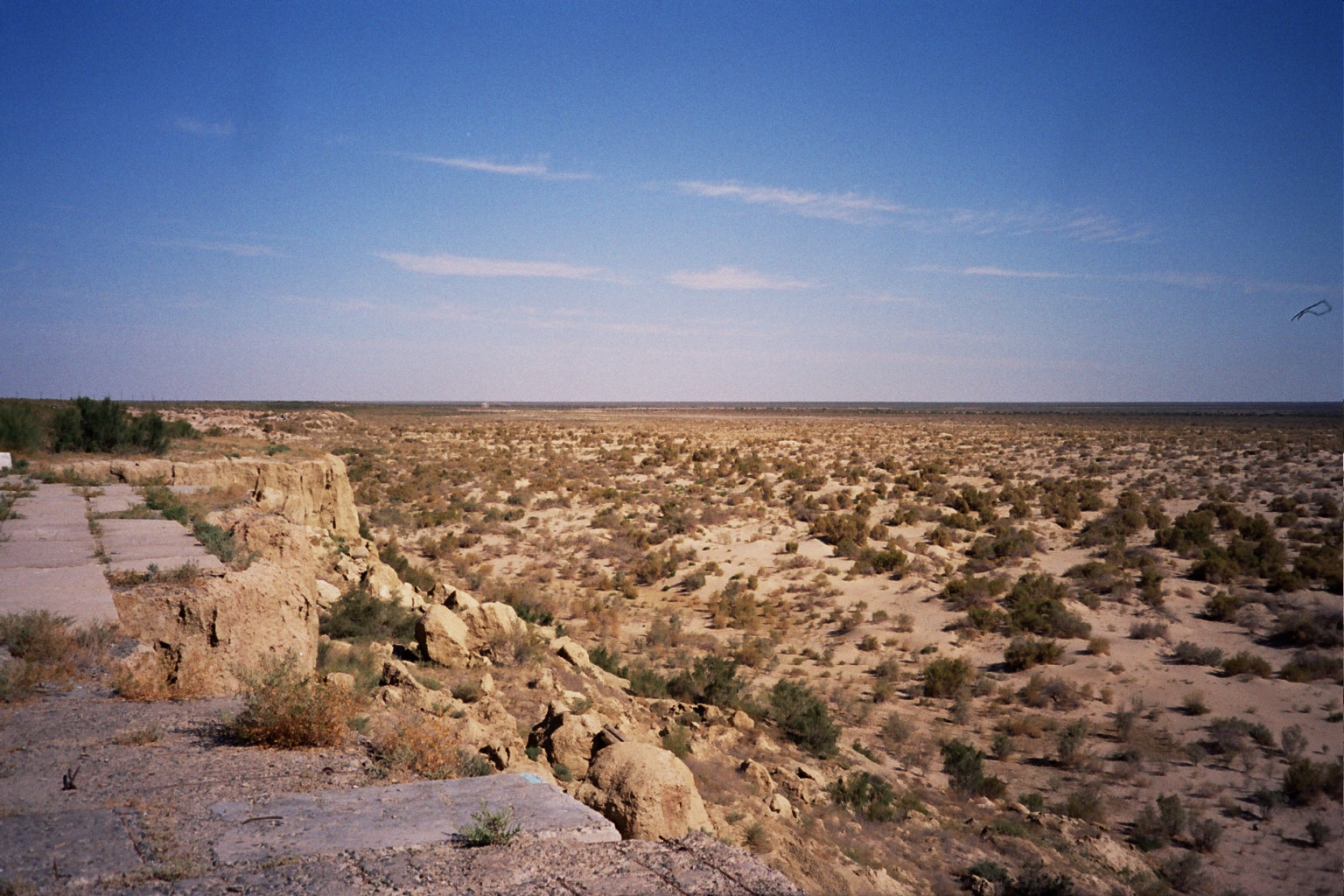
A valamikori Aral-tó egykori területe (Üzbegisztán, 2004)

Bár az Aral-tó vízszintje az idők során gyakran változott, de a vízszint drasztikus csökkenése és a tó területének zsugorodása az egykori Szovjetunió kiterjedt öntözési törekvéseinek következménye a régióban az 1930-as évek óta, mivel a tóba befolyó víz mennyisége emiatt erősen lecsökkent.
Bár az Aral-tó vízszintje és területe már az 1960-as évek óta feltűnően csökkenni kezdett, az öntözéshez tartozó csatornák építése tovább folytatódott. Ahogy a tóba friss vizet szállító vizeket elterelték, a tó vize sósabbá vált. 
Az 1960-as évek óta az Aral-tó területe 80%-kal, a befolyó víz mennyisége 90%-kal csökkent.

## Leírása
Az Aralkum homokja sós mocsár, amely finoman eloszlatott sókőzetekből, és alkálifém-telepek maradványából áll, amely az öntözött területekről mosódott a medencébe. 
A terület kiszáradásával és a tó mérséklő hatásának megszűnésével az éghajlat szélsőségesebbé vált. A levegő belégzése a porviharok miatt egészségtelen, a gyermekhalandóság és a légzőszervi megbetegedések aránya kiugróan magas.
Az Aralkum különlegessége a sivatagban álló rozsdás, szárazra került hajóroncsok, az elhagyott települések és halfeldolgozó üzemek.